# Voilà La Cinq
 (février 2022).
Si vous disposez d'ouvrages ou d'articles de référence ou si vous connaissez des sites web de qualité traitant du thème abordé ici, merci de compléter l'article en donnant les références utiles à sa vérifiabilité et en les liant à la section « Notes et références ».
Voilà la Cinq est une émission de télévision produite par la société France 5, diffusée le 20 février 1986 sur La Cinq.

## Synopsis
Il s'agit de la retransmission de l'inauguration officielle de La Cinq, première chaîne française privée et gratuite, avec une multitude d'invités, et de chansons de variétés. La soirée a pour but de présenter les futurs programmes de la chaîne.

## Multi-diffusion
A l'instar des futurs programmes de la chaîne, cette soirée d'inauguration est diffusée le jeudi 20 février 1986 à 20h30 et rediffusée à minuit, puis le lendemain trois fois, à 7h30, 11h30 et 15h30, selon le système dit de la « boucle ».

## Le générique
Le générique réalisé par Claude Lelouch montre une traversée de Paris à grande vitesse, réalisée en différents plan-séquences filmés depuis l'avant d'une voiture. Le cinéaste fait ainsi référence à son propre court-métrage C'était un rendez-vous réalisé dix ans plus tôt, et dont il reprend le principe, et certains plans. Le générique débute par une vue embarquée depuis une voiture empruntant cette fois-ci l'avenue de la Grande-Armée. Le trajet de la voiture la conduit le long de l'arc de triomphe de l'Étoile, l'Champs-Élysées. La voiture se dirige ensuite vers le périphérique nord, et l'autoroute pour rejoindre un aéroport. Une caméra subjective entraîne le spectateur dans le terminal. Des images d'archives du Concorde montre le décollage, puis l'atterrissage de l'avion, dont la porte s'ouvre sur le plateau de la soirée d'inauguration de Milano Due situé près de Milan

## Fiche technique
- Titre : Voilà la Cinq
- Date de diffusion : 20 février 1986
- Durée : 140 min
- Langue : français

### Équipe
- Textes : Cristiano Minellono, Lorenzo Cairoli
- Décors : Dino Pozzi, Massimo Sammito, Zitkowsky
- Costumes : Enrico Rufini
- Chorégraphie : Gino Landi
- Directeur de la photographie : Aldo Solbiati
- Producteur : Giorgio Carnevali
- Réalisation du générique de début : Claude Lelouch[1]
- Réalisation de l'émission : Davide Rampello[6]

## Distribution
- Christian Morin
- Roger Zabel
- Hubert Auriol
- Charles Aznavour
- Alexandre Baloud
- Michel Berger
- Milly Carlucci
- Nadia Cassini
- Richard Clayderman
- Stéphane Collaro
- Guillaume Durand
- Serge Gainsbourg
- Larry Gershman
- Alain Gillot-Pétré
- Celeste Johnson
- Johnny Hallyday
- Olivier de Kersauson
- Jean-Luc Lahaye
- Catherine Lara
- Amanda Lear
- Enrico Macias
- Mireille Mathieu
- José Luis Moreno
- Ornella Muti
- Rudolf Noureev
- Robert Palmer
- Michel Platini
- Propaganda
- Eros Ramazzotti
- Carmen Russo
- Henri Salvador
- Mireille Mathieu
- Michel Sardou
- Patrick Sébastien
- Spandau Ballet
- Sting
- Horst Tappert
- Ugo Tognazzi
- Elizabeth Tordjman
- Sylvie Vartan
- Antoine Verglas[6]